# Magic Alex
Yannis (puis John) Alexis Mardas (grec moderne : Αλέξης Μάρδας; 2 mai 1942 – 13 janvier 2017), aussi connu sous le nom de Magic Alex, est un technicien électronique, qui évolue dans l'entourage direct des Beatles à la fin des années 1960. Son surnom lui est attribué par John Lennon lorsqu'il est impliqué avec le groupe entre 1965 et 1969, période où il est à la tête de la division Apple Electronics.
Mardas arrive en Angleterre en 1965, exposant ses Kinetic Light Sculptures (Sculptures Kinétiques lumineuses) à la galerie Indica. Il impressionne John Lennon avec la Nothing Box (littéralement Boîte à rien) : une petite boîte en plastique avec des lumières clignotant aléatoirement, et affirme prétendument qu'il peut construire un studio d'enregistrement avec magnétophone 72 pistes.. En février 1968, Mardas voyage en Inde avec les Beatles à l'ashram de Maharishi Mahesh Yogi et a ensuite la tâche de concevoir leur nouveau studio dans les sous sol de leur compagnie Apple à Savile Row. Ses projets feront perdre au moins 300 000 £ (5,54 millions en livres de 2021).
Dans les années 1970, l'industrie antiterroriste offre des véhicules à l'épreuve des balles, des dispositifs de traçage et du matériel de sécurité, ce qui fait que Mardas fonde des compagnies offrant ces produits à des VIP. Le roi Hussein de Jordanie achète une flotte de voitures que Mardas a personnalisées, mais aurait ensuite fait révoquer ces changements lorsque des tests démontrent leur inutilité. En 1987, Mardas est directeur général d'Alcom Ltd, qui se spécialise en communication et en sécurité électroniques. Il retourne plus tard en Grèce.

## Londres et les Beatles
Yannis Alexis Mardas, âgé de 23 ans, arrive en Angleterre avec un visa d'étudiant en 1965, se liant d'amitié avec John Dunbar de la galerie Indica à Londres, et s'installant plus tard avec lui dans un appartement sur Bentinck Street, là où Mardas rencontre Lennon pour la première fois. Connu à cette époque sous le nom de Yannis Mardas, il trouve un emploi en tant que réparateur de télévision. Dunbar introduisit Mardas à Brian Jones, après que Mardas ait exposé ses Kinetic Light Sculptures à la galerie Indica. Dunbar travaille avec Mardas sur la « psychedelic light box » (boîte lumineuse psychédélique) pour la tournée européenne de trois semaines des Rolling Stones en 1967, bien qu'ils ne se montrent pas impressionnés par les résultats. Dunbar dira: « Il était assez rusé dans sa manière de présenter sa chose. Il en savait assez pour savoir comment énerver les gens et dans quelle mesure. Il était un putain de réparateur de télé : Yannis Mardas, rien de cette merde à la 'Magic Alex'! »
Dunbar introduit Mardas à Lennon, et c'est à ce moment-là que le Grec impressionne Lennon avec la Nothing Box; une petite boîte en plastique avec des lumières clignotant aléatoirement que Lennon regardera pendant des heures sous LSD. Lennon introduit plus tard le renommé John Alexis Mardas en tant que son « nouveau gourou », l'appelant« Magic Alex ». Mardas aurait parlé à Lennon d'idées pour des dispositifs électroniques futuristes sur lesquels il travaille, idées qu'il niera avoir discuté ou promis: un téléphone qui répond à la voix de son propriétaire et qui peut identifier qui appelle un champ de force qui encerclerait les maisons des Beatles, une caméra à rayons X, de la peinture qui rendrait tout invisible, de la peinture de voiture qui changerait de couleur en utilisant un interrupteur, et des haut-parleurs pour papier-peint,  qui feraient partie du papier peint. Mardas demande plus tard d'avoir les moteurs V12 de la Rolls-Royce de Lennon et de la Ferrari Berlinetta de George Harrison pour fabriquer un OVNI. Mardas a nié cela dans une déclaration formelle.
Les Beatles fondent une compagnie pour Mardas intitulée Fiftyshapes Ltd. en septembre 1967; il devient plus tard l'un des premiers employés d'Apple Corps, gagnant 40 £ par semaine (700 £ en 2021) et recevant 10% sur les profits de ses inventions.
Les Beatles surnomment souvent Mardas le « magicien grec », et Paul McCartney se souvient avoir été intéressé par ses idées: « 'Eh bien, si tu [Mardas] pouvais le faire, nous en voudrions un.' C'était toujours, 'Nous en voudrions un' ». Les idées de Mardas ne sont pas confinées aux royaumes de la sorcellerie électronique, puisqu'il s'implique aussi dans la composition de chansons avec un titre signé Lennon–Mardas, What's the New Mary Jane, qui aurait dû faire partie de l'album Blanc. Lennon enlèvera le nom de Mardas pour des raisons inconnues.
Mardas a droit à son propre laboratoire, intitulé Apple Electronics, au 34 Boston Place, Westminster, Londres ; il est aidé pour obtenir son visa de travail britannique. Sa paie monte à 6 000 £ par année (équivalent à 110 703 £ en 2021),, et un mandataire en brevets américain, Alfred Crotti, déménage en Angleterre pour assister Mardas. Dans une promo télévisuelle historique pour Apple Corps incluse dans le DVD Anthology des Beatles, Mardas y est vu vêtu d'un manteau blanc d'assistant de laboratoire chez Apple Electronics (avec des sons oscillants bruyants en arrière-plan) disant, « Bonjour, je suis Alexis, d'Apple Electronics. J'aimerais dire 'Bonjour' à tous mes frères dans le monde, et à toutes les filles dans le monde, et à tous les gens électroniques dans le monde. Ceci est Apple Electronics. » Ensuite, Mardas se tourne et montre une collection de deux enregistreurs portatifs deux pistes dans des boîtes en bois, une machine d'enregistrement studio deux pistes, des voltmètres, un amplificateur hi-fi, un oscilloscope, et un écran de télévision montrant des formes de ballon psychédéliques palpitants. Un mystérieux incendie au laboratoire empêche Mardas de présenter ses inventions, mais il dit plus tard: « Je suis un jardinier rock, et maintenant je fais de l'électronique. Peut-être ferai-je des films ou des poèmes l'année prochaine. Je n'ai aucune formation formelle dans ces domaines, mais cela n'est pas grave ».

### Grèce
Les Beatles ont essayé en 1964 d'acheter l'île Trinity de 14 acres (56 655,98988 m2) (Grec: Αγια Τριάδα), au large des côtes de l'île grecque d'Eubée (dont la forme ressemble à celle d'une guitare), mais ses propriétaires n'étaient pas intéressés à l'idée d'une vente. Lennon était toujours intéressé à l'idée d'acheter ou de louer une île pour vivre ensemble, et en discuta avec les autres Beatles le 19 juillet 1967. Le père de Mardas était un major de la police secrète grecque, et Mardas expliqua que par son entremise, les Beatles auraient accès aux connexions gouvernementales grecques, ce qui accélèrerait l'acquisition d'une île, parce que plusieurs iles avaient les bons certificats de propriété et étaient sujettes à des restrictions gouvernementales. Le 22 juillet 1967, Harrison, sa femme Pattie Boyd, Ringo Starr et Neil Aspinall volèrent vers Athènes, où ils restèrent pour la nuit dans la maisons des parents de Mardas, jusqu'à ce que Lennon, avec Cynthia Lennon et leur fils Julian Lennon, McCartney et Jane Asher, Paula (la sœur de Pattie Boyd, âgée de 16 ans), Mal Evans et Alistair Taylor partirent pour Athènes.
Leur yacht affrété, le MV Arvi, fut retenu en Crète en raison du mauvais temps, ce qui obligea le groupe à attendre à Athènes trois jours. Taylor se plaignit que lors d'un voyage vers un petit village de colline, « nous arrivâmes au coin d'une rue paisible seulement pour y trouver des centaines de photographes qui nous prenaient en photo », ce que Mardas avait organisé. McCartney dit plus tard que tout en naviguant autour des îles grecques, tout le monde s'était juste assis et avait pris du LSD. Ils trouvèrent ce qui était référé comme étant l'île de Leslo de 80 acres (323 748,5136 m2). L’île avait un petit village de pêche, quatre plages et une large oliveraie. Quatre petites îles (une pour chaque Beatle) l'entouraient . Les Beatles envoyèrent Alistair Taylor retourner à Londres pour traiter l'achat de l'île. Taylor reçut la permission du gouvernement grec d'acheter l'île, et 90 000 £ de « dollars d'exportation » spéciaux requis pour la transaction furent achetés. En revanche, les Beatles changèrent d'avis avant que l'affaire aie été conclue, et les dollars d'exportation furent vendus quelques mois plus tard pour un profit de 11 400 £ lorsque les taux de change montèrent (l'un des quelques projets d'entreprise profitables pour les Beatles).

### Apple Boutique et mariage
Le 1er août 1967, Mardas, Aspinall et Derek Taylor furent invités par George Harrison à rester à la maison de Robert Fitzpatrick, à Blue Jay Way, et le 7 août 1967, Harrison et sa femme Pattie visitèrent le district Haight-Ashbury à San Francisco avec Mardas. L'Apple Boutique, au 94 Baker Street, à Londres, fut l'une des premières entreprises commerciales faites par la précoce Apple Corps des Beatles, et Mardas (à grands frais) eut comme commande de créer l'une de ses idées; un « soleil artificiel » qui éclairerait le ciel de nuit,  pour l'ouverture de la boutique 7 décembre 1967. Lorsque le temps fut venu pour Mardas de faire la démonstration de son soleil artificiel pour les Beatles,  il affirma qu'il n'y avait pas de source d'énergie assez puissante pour l'alimenter; les Beatles acceptèrent cette explication. Mardas apparut (non crédité) dans le téléfilm Magical Mystery Tour,  qui fut diffusé pour la première fois sur BBC1 lors du Boxing Day en 1967. Le 11 juillet 1968, Mardas, âgé de 26 ans, maria Eufrosyne Doxiades (la fille d'un architecte grec respecté), âgée de 22 ans, à la cathédrale Sainte-Sophie, à Londres. Harrison et sa femme ont assisté à la cérémonie, et Lennon (présent avec Yoko Ono) fut garçon d'honneur, avec Donovan.

### Maharishi Mahesh Yogi et l'Inde

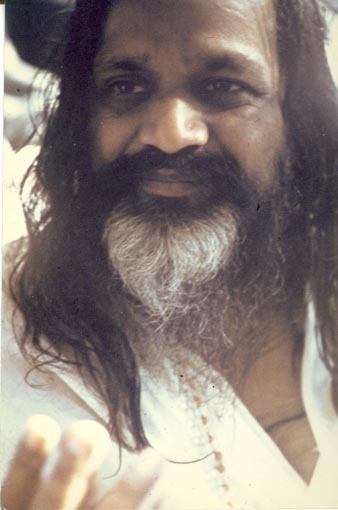
Maharishi Mahesh Yogi

Mardas et Aspinall joignirent Lennon et Harrison en Inde, où ils étudiaient la méditation sous la tutelle du Maharishi Mahesh Yogi; Starr était revenu en Angleterre (se plaignant que la nourriture indienne ne lui convenait pas) et McCartney était parti le 24 mars 1968. Quand Mardas rencontra le Maharishi pour la première fois, il dit de manière sarcastique: « Je te connais! Ne t'ai-je pas rencontré en Grèce il y a des années? »
Mardas était jaloux du contrôle que le Maharishi avait sur Lennon, et durant l'une de leurs promenades fréquentes dans les bois, il demanda à Lennon pourquoi le Maharishi avait toujours un comptable de son côté. Lennon lui répondit que les Beatles (ou Lennon et Harrison) considéraient donner une grande partie de leurs revenus dans les comptes en banque suisses du Maharishi. Lorsque Mardas questionna le Maharishi à ce sujet, celui-ci offrit de l'argent à Mardas pour construire une station de radio à haute-intensité, ce qui lui permettrait de diffuser les apprentissages du Maharishi à l'Inde entière.
L'alcool était interdit dans l'ashram du Maharishi, mais Mardas en fit rentrer clandestinement de Dehradun. Il rapporta plus tard à Lennon et Harrison que le Maharishi avait fait l'amour avec une étudiante américaine et avait fait une avance sexuelle envers Mia Farrow. Cela ne fut pas supporté dans l'autobiographie de Farrow, What Falls Away (1997), où elle écrivit qu'elle ait pu avoir mal interprété la supposée avance sexuelle . Mardas continua d'insister sur le fait que le Maharishi n'était pas ce qu'il disait être; rendant même Harrison incertain. Lennon y réfléchit en 1970: « Eh bien, cela doit être vrai, car si George [Harrison] doute de lui [le Maharishi], il doit y avoir quelque chose ». Lennon et Harrison confrontèrent le Maharishi, mais les réponses d'un Maharishi surpris ne les satisfirent pas, et décidèrent de partir du camp. Mardas insista pour qu'ils (Lennon, Harrison et leurs conjointes respectives) partent du camp une bonne fois pour toutes, sinon le Maharishi pourraient leur envoyer de la « magie noire ». Mardas descendit ensuite vers Dehra Dun pour organiser des taxis pour le lendemain matin pour les amener tous à Delhi.
Cynthia Lennon crut personnellement que Mardas avait inventé l'histoire d'inconduite sexuelle pour saper l'influence du Maharishi sur les Beatles, étant donné que Mardas était toujours jaloux de quiconque ayant l'attention de Lennon.,, Harrison et McCartney présentèrent plus tard leurs excuses au Maharishi (McCartney dit qu'il ne crut pas du tout à l'accusation). En 2010, Mardas sortit un communiqué dans le The New York Times où il nia avoir partagé des rumeurs.

### Divorce de Lennon
Après être revenu en Angleterre en mai 1968, Lennon suggéra à Cynthia de prendre des vacances en Grèce avec Mardas, Donovan, Boyd, et sa sœur. Lennon dit qu'il serait très occupé à enregistrer ce qui deviendrait l'album blanc et que cela lui ferait du bien de prendre une pause avec Mardas, sa petite amie Jenny Boyd, et d'autres. Cynthia arriva à la maison un jour plus tôt de Grèce le 22 mai 1968. Elle et Mardas découvrirent Lennon et Yoko Ono assis en tailleur sur le plancher, se regardant dans les yeux l'un de l'autre, et trouva les chaussons d'Ono en dehors de la porte de la chambre conjugale des Lennon. Cynthia demanda à Boyd et à Mardas si elle pouvait passer la nuit dans leur appartement. Là-bas, Boyd alla directement se coucher, mais Mardas saoula Cynthia et essaya de la convaincre de partir ensemble. Après que Cynthia aie vomie dans la salle de bains, elle s'évanouit sur un lit dans la chambre d'amis, mais Mardas la rejoignit et tenta de l'embrasser jusqu'à ce qu'elle (dans ses mots) « l'ait repoussé ». L'assistant personnel de Brian Epstein, Peter Brown, maintient que Cynthia a dormi avec Mardas, disant: « Elle savait que c'était une erreur au moment que cela est arrivé, surtout avec Alex [Mardas], auquel elle ne lui a jamais fait confiance, ni même aimée ».
Lennon alla peu après à New York avec McCartney, disant à Cynthia qu'elle ne pouvait pas y aller avec eux, alors elle fit un voyage en Italie avec sa mère. Durant les vacances italiennes de Cynthia, un Mardas « agité » arriva de manière inattendue (arpentant l'extérieur de son hôtel jusqu'à ce qu'elle revienne) et lui donna comme nouvelles que Lennon planifiait de poursuivre Cynthia pour un divorce pour cause d'adultère, cherchant à être la seule garde de Julian, et à renvoyer Cynthia à Hoylake. Mardas lui dit également qu'il avait l'intention de témoigner en cour que Cynthia avais commis un adultère avec lui. Elle dit en 2005: « Juste le fait que Magic Alex [Mardas] arrivait en Italie en plein milieu de la nuit sans avoir une connaissance préalable sur où je restais m'a rendue extrêmement méfiante. J'étais contrainte de rendre cela facile pour John [Lennon] et Yoko de m'accuser de faire quelque chose qui ne les auraient pas fait trop mal paraître ».

### Apple Studio

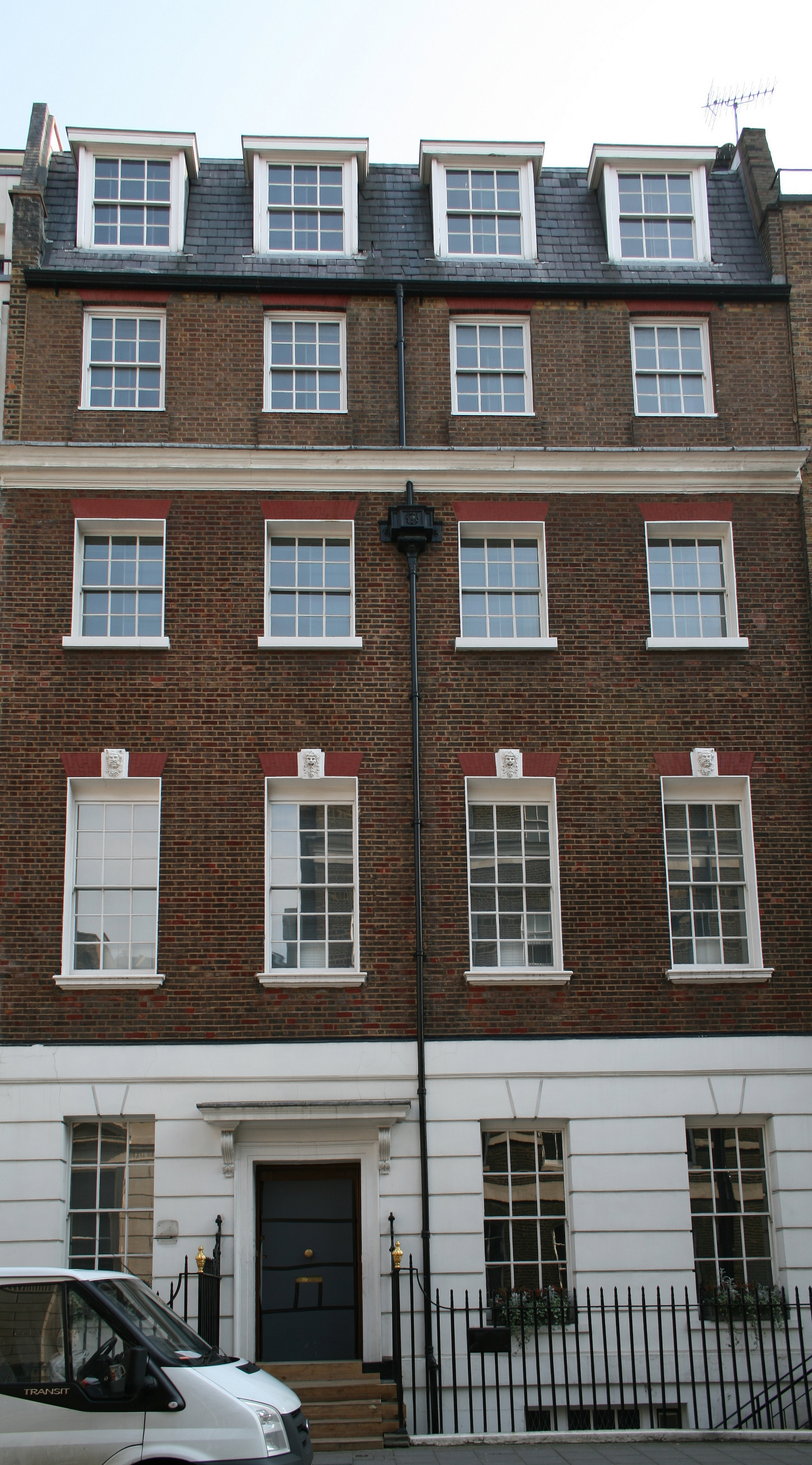
Les bureaux d'Apple Corps, au 3 Savile Row, où il fut demandé à Mardas de construire un studio dans le sous-sol

Mardas avait souvent dit que le studio d'Abbey Road n'était « pas bon », au grand dam du producteur George Martin : « Le problème était qu'Alex venait toujours aux studios pour voir ce que nous faisions et d'apprendre de cela, tout en disant que 'ces gens sont tellement démodés.' Mais je trouvais que c'était très difficile de le jeter dehors, parce que les garçons l'aimaient beaucoup. Puisqu'il était très évident que je ne l'aimais pas, un schisme mineur se développa ». Mardas se vantait de dire qu'il pourrait construire un studio bien meilleur, avec un magnétophone 72 pistes,  au lieu du 4 pistes à Abbey Road (qui était en train d'être actualisé pour un 8 pistes) alors il eut la tâche de concevoir le nouveau studio Apple dans le sous-sol du quartier général d'Apple Corps sur Savile Row. L'un des plans les plus outrageux de Mardas était de remplacer les déflecteurs acoustiques autour de la batterie de Starr par un champ de force sonique invisible. Starr se souvint que Mardas avait acheté quelques ordinateurs de surplus « énormes » de British Aerospace, qui furent entreposés dans sa grange, mais « ils n'ont jamais quitté la grange », et furent vendus plus tard en tant que ferraille.
Mardas donna aux Beatles des rapports réguliers sur ses progrès, mais lorsqu'ils eurent besoin de leur nouveau studio en janvier 1969, lors du projet Get Back (qui deviendrait par la suite Let It Be), ils tombèrent sur un studio inutilisable: aucune platine cassette 72 pistes (Mardas l'avait réduite à 16 pistes),  aucune isolation phonique, aucun système d'interphone, ni même un panneau de brassage pour organiser les fils entre la salle de contrôle et les seize haut-parleurs que Mardas avait placés de manière hasardeuse sur les murs. Le seul élément nouveau d'équipement sonore présent dans le studio était une console de mixage brute que Mardas avait construite et qui ressemblait (dans les mots de l'assistant de Martin, Dave Harries) à « des morceaux de bois et un vieil oscilloscope ». La console fut mise à la poubelle après une seule session. Harrison dit que c'était le « chaos », et qu'ils ont eu à « tout enlever et à recommencer », surnommant cet évènement « le plus grand désastre de tous les temps ». Les doutes de Harrison sur la compétence de Mardas grimpèrent quand il le vit flâner en manteau blanc avec un porte-bloc, et considéra la possibilité que Mardas venait « tout juste de lire la dernière édition de Science Weekly, et utilisait ses idées ». Mardas affirma plus tard qu'il n'a jamais été dans le sous-sol de Savile Row, étant donné que l'équipement studio qu'il construisait était en train d'être testé chez Apple Electronics, à Boston Place, Marylebone. Les Beatles demandèrent au producteur George Martin de venir à la rescousse, alors il emprunta deux magnétophones portatifs quatre pistes d'EMI, et l'ingénieur son Geoff Emerick reçut comme tâche de construire et d'arranger un studio d'enregistrement avec l'équipement prêté.
Lors de ces sessions, Mardas donna aux Beatles un prototype d'une combinaison entre une guitare rythmique et une basse qui avait un cou pivotant. Dans le film The Beatles: Get Back, Lennon se demanda comment il pourrait jouer de la guitare avec les cordes de la basse contre sa main, et remarqua qu'elle était impossible à accorder.
Après qu'Allen Klein devint le manager des Beatles en 1969, il ferma Apple Electronics et Mardas partit de la compagnie. Il fut estimé que les idées et les projets de Mardas avaient coûté aux Beatles au moins 300 000 £ (5,54 millions de livres Sterling en 2021 si la somme fut essentiellement dépensée en 1968). Starr approuva une fois une des idées de Mardas : « Il [Mardas] avait une idée pour empêcher les gens d'enregistrer nos disques à la radio – vous auriez besoin d'un décodeur pour avoir le signal, puis nous avons pensé que nous pourrions vendre le temps d'antenne et y mettre à la place des publicités. Nous avons ramenés EMI et Capitol des États-Unis pour examiner l'idée, mais ils n'y étaient pas intéressés du tout ». Selon l’auteur Peter Doggett, dans l'histoire des Beatles, Mardas est le seul individu qui occupe une place proche de Klein en termes de diffamation de la part de commentateurs et de biographes.

## Consultant en sécurité
Dans les années 1970, l'industrie antiterroriste offrait des véhicules à l'épreuve des balles, des dispositifs de traçage et du matériel de sécurité. Mardas fonda des compagnies offrant ces produits à des VIP, utilisant l'ancien Roi Constantin II de Grèce comme principal concessionnaire. L'ex-roi Constantin (qui était à l'époque exilé en Grande-Bretagne) procura des contacts de plusieurs familles royales pour Mardas, et avait un contact proche avec le Chah d'Iran déchu, qui avait déménagé au Mexique. Le Chah fut l'une des premières personnes à être intéressée dans les voitures blindées personnalisées que Mardas offrait, et aurait assisté de manière financière les compagnies de Mardas.
En 1974, Mardas tint une grande fête pour l'héritier du trône de l'Espagne à cette époque, le Prince Juan Carlos; cela assura à Mardas un contrat. Après l'assassinat de l'Amiral Carrero Blanco, la famille royale espagnole crut qu'elle devrait acheter plus de voitures blindées, bien qu'une voiture fut expédiée en Angleterre, où elle fut stationnée à Chobham durant presque un an vu que personne ne savait comment faire le travail nécessaire pour l'améliorer. Le second contrat (valant plus d'un demi-million de livres sterling) permit à Mardas de fonder de nouvelles compagnies de sécurité: Alcom Devices Ltd, et Night Vision Systems Ltd (sous le nom collectif de « Project Alcom ») à St Albans Mews près d'Edgware Road, Londres, pour procurer un système de communications sophistiqué à Juan Carlos, ce qui lui permettrait d'être en contact constant avec ses services de sécurité. Mardas employa Arthur Johnson (connu sous le nom de Johnny Johnson), un ancien officiel du Ministre de la Défense.

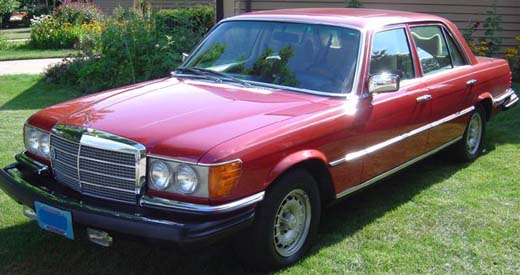
Une Mercedes-Benz 1978 450S EL 6.9 similaire à celles que Mardas avaient modifiées

Le Sultan d'Oman commanda six limousines Mercedes 450 en 1977, mais découvrit rapidement qu'elles n'étaient pas aussi sécuritaires qu'il ne le pensait. Ses ex-gardes du corps de la SAS testèrent une des voitures dans le désert en juillet 1977, en tirant dessus, mais une balle toucha un cylindre d'air d'urgence, ce qui causa l'explosion du réservoir d'essence, détruisant complètement la voiture. Les voitures restantes furent immédiatement retournées avec une demande de remboursement.
Le roi Hussein de Jordanie avait une flotte de voitures que Mardas avait personnalisée, mais fit un test de sécurité sur elles avec de vraies munitions en novembre 1977. Un témoin oculaire rapporta que les voitures pouvaient être encore plus dangereuses pour la vie que des véhicules ordinaires, étant donné que les balles perçaient facilement le blindage et que la vitre épaisse blindée se brisait en éclats déchiquetés lorsqu'elle était coincée. Hussein ordonna que les voitures soient remises dans leur ancien état. Ces échecs convainquirent Mardas et Constantin d'examiner le marché européen grandissant pour la protection antiterroriste, mettant en place une usine à Londres pour produire des voitures «pare-balles » en 1978. Cela fut financé par un investissement de plus d'un million de livres Sterling via des comptes en banque monégasques et suisses anonymes, qui auraient été contrôlés par le Chah.

## Les médias et la cour
Le 28 février 1988, The Observer publia un article où Mardas y est nommé en tant que marchand d'armes, mais imprima une apologie le 30 avril 1989. Après la publication d'un article du 18 septembre 1988 (« Joan's Secret Lover », soit « L'amant secret de Joan ») et d'un autre une semaine plus tard, le journal The People fut traduit en justice par Mardas. Il gagna 75 000 £ en indemnités. Le Daily Mail publia une apologie et lui donna une somme en indemnités non divulguée an le 16 janvier 2004, après qu'un article du 11 juin 2003 ait accusé Mardas de marchés qui auraient refait surface plus tard dans sa déclaration contre le The New York Times en 2008.
Le journal The Independent s'excusa le 21 août 2006, écrivant que le 14 juin 2006, le journal avait rapporté incorrectement l'implication de Mardas avec Apple Electronics Ltd. Ils corrigèrent le numéro de juin en écrivant que Mardas n'était pas l'employé d'une compagnie, mais un directeur et un actionnaire d'Apple Electronics, et n'avait pas été renvoyé, mais avait démissionné de son poste de directeur en mai 1971, tout en retenant son actionnariat, jusqu'à ce qu'il le donne à Apple Corps quelques années plus tard. Le journal accepta le fait que Mardas « n'avait pas affirmé avoir inventé de la peinture électrique, un OVNI ou un studio d'enregistrement avec un 'champ de force sonique', ou d'avoir causé ses employeurs à gaspiller de l'argent sur de telles idées. Nous présentons nos excuses à M. Mardas pour ces erreurs ».
En 2008, Mardas gagna le droit de poursuivre le New York Times en Angleterre, en lien avec un article en ligne disant qu'il était un charlatan. Dans une histoire sur le Maharishi, Allan Kozinn avait écrit: « Alexis Mardas, un supposé inventeur et charlatan qui est devenu un initié pour les Beatles »,. Après un appel en cour, Mardas gagna le droit de continuer son affaire de diffamation contre le New York Times en 2009,,. Après que le New York Times a produit un témoin, Sir Harold Evans, qui a donné des preuves supportant la responsabilité journalistique du journal, Mardas dit qu'il ne poursuivrait pas l'affaire plus loin, à condition que le journal explique publiquement qu'en le traitant de charlatan, il ne voulait pas insinuer qu'Alex était un escroc. Le 4 mars 2010, le New York Times publia une mise à jour de l'éditeur à l'article de 2008, disant: « Tout en exprimant du scepticisme sur son travail en tant qu'inventeur durant cette période, l'article n'a pas accusé M. Mardas de s'engager dans des marchés frauduleux ou dans la criminalité. [...] Les rapports du Times sur ces évènements furent attribués à Paul McCartney et furent basés sur des comptes de livres et de magazines largement publiés ».

## Dernières années et décès
Mardas mit 15 objets de sa collection de souvenirs de Lennon en vente le 5 mai 2004 à Christie's sur South Kensington, Londres. Parmi les objets se trouvait le col en cuir de Lennon porté en 1967 et en 1968 (à une fête pour le lancement de l'album Sgt. Pepper's Lonely Hearts Club Band, et sur la pochette de l'album Unfinished Music No.1: Two Virgins), ainsi qu'une guitare Vox Kensington personnalisée, un dessin coloré au stylo-feutre intitulé « Strong », et un dessin au stylo et à l'encre de Lennon intitulé « Happy Fish ». Mardas dit qu'il planifiait de donner l'argent à une organisation caritative en Grèce,. La « guitare Vox Kensington personnalisée » fut plus tard vendue à des enchères pour 269 000 £ le 19 mai 2013. Mardas vécut à Athènes jusqu'à son décès le 13 janvier 2017 à l'âge de 74 ans d'une pneumonie.

## Note
1. ↑  Il n'existe cependant aucune île grecque officiellement connue sous ce nom